# 代县文庙
代县文庙是明、清山西代州的州学文庙，现在位于山西省忻州市代县上馆镇西南街村，即城内西南部的西南街。现存建筑主要建于明代，规模宏大，为华北现存最大的州文庙。已列为全国重点文物保护单位。

## 历史沿革
代县文庙相传创建于唐代。元灭金时毁于兵火。至正二十七年（1367年）重建，到明洪武二年（1369年）完工。明成化、嘉靖年间均有扩建，清代也屡次修葺。1949年以后作为粮库得以保存。

## 建筑
现存建筑主要建于明代，个别为清代建筑。建筑群坐北朝南，占地面积约14400平方米，为对称的宫殿式布局，前后四进院落，沿中轴线自南向北依次为万仞坊、棂星门、泮池、戟门、大成殿、敬一亭等，均覆盖孔雀蓝琉璃瓦。东西两路建筑群早已不存。
万仞坊四柱三楼，歇山顶，明间檐下五翘十一踩斗拱，次间九踩斗拱。明间侧书“万仞宫墙”。棂星门六柱五楼，歇山顶，柱顶有琉璃盘龙蹲狮望柱头。五楼中为明楼，两侧为次楼，相间为夹楼。明楼檐下单翘四昂十一踩斗拱，次楼单翘三昂九踩斗拱。夹楼镶嵌两块圆形的琉璃团龙壁心，色泽艳丽。
第二进院落，植唐槐两株，戟门前东西两侧廊庑，分列设忠义祠、文昌阁以及明伦堂、节孝祠，节孝祠供奉代王夫人等节烈妇女牌位。泮池半圆形，上架御带桥。泮池东西分别为名宦祠、乡贤祠，供奉牌位各50位。戟门面阔五间，进深六椽，悬山顶。
第三进院落，大成殿前两侧，各有十五间廊庑。左右分列先贤祠、先儒祠，供奉先贤牌位39人，先儒牌位31人。正北大成殿，立于宽大汉白玉基座上，东、西、南三面以石雕栏围护，南方正中设有雕龙御路。大成殿面阔七间，进深十椽，单檐歇山顶，檐下九踩单翘三下昂斗栱，殿内藻井造型华丽，八卦攒顶，由四层斗拱挑起，分别为方形、八边形和圆形，富于变化。天花板彩绘犹如满天星斗。前檐置隔扇，雕刻棂花图案达12种，皆为明代木作精品。大殿曾设孔子、曾子、孟子、颜子、思子及先贤12人牌位。 殿后建敬一亭，面阔3间，进深3间，四周围廊。 
文庙后院北偏东设有祟圣祠3间，供奉启圣王、诒圣王、肇圣王、裕圣王、昌圣王等牌位。

## 保护
2006年5月25日，代县文庙公布为第六批全国重点文物保护单位